# Цаконский арочный мост
Цаконский арочный мост (греч. Τοξωτή Γέφυρα Τσακώνας) — один из крупнейших в мире арочных многопролётных мостов, находящийся в Греции, недалеко от города Мегалополис и пересекающий Цаконскую долину. Расположен в опасном районе, где за последние несколько десятилетий произошло множество оползней.
Длина арочного моста достигает 490 м. Это была последняя работа в цепи строительства транспортных линий Парадезия — Цакона и Триполис — Каламата. Строительство велось консорциумом «Мореас» при поддержке Правительства Греции. Разработчиком проекта был Никодс Донас, назвавший его «Храбрость». Мост считался одним из самых трудных инженерных проектов после моста Харилаос Трикупис. Стоимость проекта выросла с 94 до 131,5 млн. евро в связи с возникшими проблемами при строительстве.
Мост поддерживается в трёх местах: на концах моста и у мостового столба, причём именно точка опоры у мостового столба является ключевой, обеспечивающей стабильность моста. Арка моста начинается именно со столба и достигает высоты в 30 метров. Две арки по обе стороны моста поддерживают металлическую часть моста, на которой расположена дорога. Сам мост является платным. Строительство моста велось с 2008 по 2016 годы: фактическое открытие состоялось в январе 2016 года, официальное — 28 февраля.